# Породица
Породица је универзална људска заједница коју чине одрасли партнери и њихова деца, али и даљи сродници који живе заједно са њима. Породица, поред репродуктивне, привредне и социјалне, има и значајну психолошку, васпитну и социјализацијску улогу. Она је важна примарна група и један од најзначајнијих агенаса социјализације. По структури, функцијама и вредносној оријентацији постоји више типова и облика породица: моногамна, полигамна; матријархална, патријархална; потпуна, непотпуна; нуклеарна, проширена; ауторитарна, демократска итд.
Породица се обично се састоји од једног или два родитеља и њихове деце. Породицу могу сачињавати и чланови који нису нужно у крвном сродству, на пример приликом усвајања деце. У породицу припадају: родитељи, деца, унуци, дедови и бабе, тј. сви који су рођени у породици и сви који су постали чланови породице преко склапања брака. Мушкарац и жена с једним или више деце представљају тзв. ужу породицу, која се често уграђује у веће „молекуле“ тзв. проширене породице.
У западном свету, многе функције које је традиционално обављала породица, преузимају државне установе попут вртића и старачких домова.
У правном погледу, породичним односима се бави породично право.

## Правно уређење
Универзална декларација о људским правима у чланку 16. садржи одредбу о праву пунолетних мушкараца и жена да склопе брак и тиме оснују породицу, која се штити као темељна друштвена јединица.. Слично прописује и чл. 23. Међународног пакта УН о грађанским и политичким правима и чл. 12. Европске конвенције за заштиту људских права и темељних слобода.
Породични закон прописује да је брак „законом уређена животна заједница жене и мушкарца“ (чл. 4.), који „се склапа сугласном изјавом жене и мушкарца у грађанском или верском облику“ (чл. 6.). Уређење породичних односа темељи се на равноправности жене и мушкарца, узајамног поштовања и помагања свих чланова породице, те заштите добробити и права детета, за што су одговорна оба родитеља. Породичним правом се осигурава и заштита деце без родитељске бриге, те одраслих особа с душевним сметњама (чл. 2.). Породични закон такође регулише и учинке ванбрачне заједнице између (једног) неожењеног мушкарца и (једне) неудане жене, ако је у њој рођено дете или ако она потраје дуже од три године. (чл. 3.)

## Традиционални поглед на породицу
Према традиционалном гледању „породица је природна и основна друштвена јединица“. Према таквим стајалиштима, друштво постоји стога што постоје породице - права друштва и државе су само последица постојања породице и стога је породица од њих важнија: „Није породица ради друштва, него је друштво ради породице.“

## Хранитељска породица
Хранитељска породица је породица која пружа дом детету које нема родитеље или детету које из неких других разлога не може да живи у својој породици. Хранитељство може бити привремено до разрешења кризне ситуације у породици детета, или на дужи период, до осамостаљења детета. Хранитељство може бити без новчане накнаде (према личном опредељењу хранитеља) и са новчаном накнадом која се издваја из буџета државе. Хранитељство није усвојење. Деца у хранитељској породици задржавају свој идентитет и право на контакте са члановима биолошке породице. Хранитељска породица треба да буде добра замена за природну породицу детета. Она треба детету да пружи сигурност, љубав, топлину и подршку и да брине о његовом здрављу, школовању и васпитању. Услови за усвајање детета су другачији, а сама процедура много дуже траје, па зато није редак случај да пар који жели да усвоји дете постане хранитељска породица.

## Феминистички и ЛГБТ предлози
Феминистички и ЛГБТ интелектуалци окупљени око тзв. „родних студија“ имају амбивалентан однос према браку и породици: макар феминистички мислиоци већ дуго сагледавају брак као главни извор опресије над женама, феминисткиње (и феминисти) често склапају бракове - мада се односи између мушкарца и женама у тим браковима (можда) у мањим детаљима разликују од односа какви су у истим земљама уобичајени међу брачним друговима који нису феминисти.
Феминисткиње углавном подржавају захтев многих ЛГБТ активиста да се заједнице две особе истог пола које одржавају сексуалне односе законом ставе на правни ниво истополног брака. У земљама у којима је то омогућено има хомосексуалаца који своје заједнице региструју као бракове и одржавају свечане свадбе. С друге стране неки ЛГБТ активисти такав захтев сматрају субверзијом. Они теже потпуном укидању брака као институције, што би према идеји коју деле са многим феминистима оставило могућност формирању једног бољег друштва у целини.
Према ставу ЛГБТ и феминистичких интелектуалаца, брак је плод мешања државе у приватност, те се евентуално могу „ублажити“ његове лоше друштвене последице. Савршеније би друштво, према њима, било оно у којем брака уопште не би било. Породица какву замишљају била би сачињена од детета, те једне или неколико одраслих особа које су на дуже или краће време преузеле одговорност за дете. Тачног „нацрта“ како би се држава повукла из мешања у приватност и такве заједнице још нема; за сада нико не тврди да би држава потпуно требало да напусти бригу за децу, па је очито да би се и случају остваривања феминистичког/ЛГБТ идеала држава некако морала мешати у приватност особа које живе са децом.

## Друштвена улога
Једна од примарних функција породице је пружање оквира за продукцију и репродукцију особа биолошки и друштвено. То се може остварити путем дељења материјалних средстава (као што је храна); давања и примања неге и бриге (неговатељско сродство); законских права и обавеза; и моралних и сентименталних веза. Тако се искуство своје породице помера током времена. Са перспективе деце, породица је „породица оријентације”: породица служи за друштвено лоцирање деце и игра велику улогу у њиховој инкултурацији и социјализацији. Са становишта родитеља, породица је „породица прокреације”, чији циљ је да произведе, инкултивира и социјализује децу. Међутим, продукција деце није једина функција породице; у друштвима са полном поделом рада, брак, и резултирајући однос између две особе, су неопходни за формирање економски продуктивног домаћинства.
Кристофер Харис напомиње да је западно схватање фамилије двосмислено и збуњујуће поистовећено са домаћинством, како се открива у различитим контекстима у којима се реч користи. Оливија Харис тврди да забуна није случајна, већ да је индикативна за породичну идеологију капиталистичких, западних земаља које подржавају социјално законодавство којим се инсистира на томе да чланови нуклеарне породице треба да живе заједно, и да они који нису у таквом сродству не би требало да живе заједно; упркос идеолошким и законским притисцима, велики проценат породица не одговара идеалном типу нуклеарне породице.

### Величина
Укупна стопа плодности жена варира од земље до земље, од високе стопе од 6,76 рођене деце/жени у Нигеру до ниске од 0,81 у Сингапуру (по подацима из 2015). Плодност је ниска у већини земаља источне и јужне Европе; а висока у већини земаља Подсахарске Африке.
У неким културама, мајчина преференција величине породице утиче на децу све до раног одраслог доба. Број деце који су родитељи имали је у јакој корелацији са бројем потомака које ће деца имати.

## Типови породице
Мада су рани западњачки културни антрополози и социолози сматрали да су породица и сродство универзално повезани крвним односима (на бази идеја које су уобичајене у њиховим сопственим културама) каснија истраживања су показала да многа друштва уместо тога схватају породицу путем идеје заједничког живљења, дељења хране (нпр. млечно сродство) и дељења неге и бриге. Социолози имају специјалан интерес за функцију и статус породичних форми у стратификовању друштава (посебно капиталистичког).
Према раду научника Макса Вебера, Алана Макфарлана, Стивена Озмента, Џека Гудија и Питера Ласлета, огромна трансформација која је довела до модерног брака у западним демократијама је била „подстакнута религиозно-културним вредносним системом који су обезбедили елементи јудаизма, раног хришћанства, римокатолички канонски закон и протестантска реформација”.
Знатна порција социолошког, историјског и антрополошког истраживања је посвећена разумевању ове варијације, и промена у породици које се формирају током времена. Левитан тврди:

„Времена су се променила; прихватљивије је и више охрабривано за мајке да раде, и за очеве да проводе више времена код куће са децом. Начин на који су улоге уравнотежене између родитеља ће помоћи деци да расту и уче драгоцене животне лекције. Придаје се велики значај комуникацији и једнакости у породици, како би се избегла напетост узрокована улогама.”

### Супружничка (нуклеарна или појединачна) породица
Термин „нуклеарна породица” се често користи, посебно у Сједињеним Америчким Државама, у смислу супружничких породица. „Супружничка” породица обухвата само мужа, жену и малолетну децу. Социолози праве разлику између супружничких породица (релативно независну од родитеља и друге фамилије) и нуклеарних породица (које одржавају релативно блиске везе са својим сродницима). Друге породичне структуре, као што су мешовити родитељи, самохрани родитељи, и домаћа партнерства су почели да доводе у питање нормалност нуклеарне породице.

### Матрифокална породица
„Матрифокална” породица се састоји од мајке и њене деце. Генерално, та деца су њено биолошко потомство, мада је усвајање деце пракса која је присутна у скоро сваком друштву. Ова врста породице се обично јавља тамо где жене имају ресурсе да самостално подижу своју децу, или где су мушкарци покретнији од жена. По дефиницији, „породична или домаћа група је матрифокална када је усредсређена на жену и њену децу. У овом случају, отац (очеви) ове деце је повремено присутан у животу групе и заузима секундарно место. Мајка деце није нужно жена једног од очева деце.”

### Шира породица
Термин „шира породица” се веома често среће, посебно у Сједињеним Државама. Тај термин има два особена значења:
- Прво, он служи као синоним за „сродничку породицу” (особе у крвном сродству).
- Друго, у друштвима у којима су доминантне супружничке породице, односи се на „сродство” (егоцентричну мрежу рођака која се протеже изван домаће групе) које не припада супружничкој фамилији.

Ови типови се односе на идеалне или нормативне структуре присутне у појединим друштвима. Свако друштво испољава извесне варијације у стварној композицији и концентрацији породица.

### Породица од избора
Термин „породица од избора”, што се исто тако понекад назива „изабраном породицом”, је уобичајена међу ЛГБТ заједницама, у академској литератури и у колоквијалном речнику. Он се односи на групу људи у животу појединца који задовољава типичну улогу породице као система подршке. Термин прави разлику између „породичног порекла” (биолошке породице или оне у којој су људи одгајени) и оних које активно попримају ту идеалну улогу. Породица од избора може али не мора да обухвата неке или све чланове породице порекла. Ова терминологија потиче од чињенице да су многе LGBT индивидуе, након кампинг аута, суочене са одбацивањем или осрамљивањем од стране породица у којима су узгајени. Термин „породица од избора” исто тако користе индивидуе у заједницама 12 корака, које креирају блиско повезане „породичне” везе током процеса опоравка.

### Мешовита породица
Термин мешовита породица или консолидована породица описује породице са мешовитим родитељима: један или оба родитеља су се поново оженили/удали, доводећи децу из бивше породице у нову породицу. Исто тако у социологији, посебно у радовима социјалног психолога Мајкла Лема, традиционална породица се односи на „породицу средње класе са оцем који зарађује приход и мајком која остаје кући, у браку једно с другим и који подижу своју биолошку децу”, и нетрадиционална на изузетке од тог правила. Већина домаћинстава у САД су у данашње време нетрадиционална по овој дефиницији.
У погледу комуникационих образаца у породицама, постоји одређени скуп уверења унутар породице који одражава како њени чланови треба да комуницирају и формирају интеракције. Ови обрасци породичне комуникације проистичу из два основна скупа веровања. Један обухвата конверзациону оријентацију (степен у коме се вреднује значај комуникације) а други, конформациону оријентацију (степен у којем породице треба да истичу сличности или разлике у погледу ставова, уверења и вредности).

### Моногамна породица
Моногамна породица је базирана на правној или друштвеној моногамији. У овом случају, једна индивидуа има само једног (званичног) партнера током њиховог животног века или у било којој временској тачци (тј. серијска моногамија). То значи да особа не може да има неколико различитих легалних супружника у исто време, пошто је то обично забрањеном законима о бигамији, у јурисдикцијама које захтевају моногамне бракове.

### Полигамна породица
Полигамија је брак који обухвата више од два партнера. Кад је мушкарац ожењен са више од једне жене, однос се назива полигинија; а кад је жена удата за више од једног мужа, однос се назива полиандрија. Ако брак обухвата вишеструке мужеве и жене, то се назива полиаморијом, групним или заједничким браком.
Полигинија је облик плуралног брака, у коме је мушкарцу дозвољено да има више од једне жене. У модерним земљама које дозвољавају полигамију, полигинија је типично једина допуштена форма. Полигинија се практикује првенствено (али не само) у деловима Средњег истока и Африке; и често се асоцира са исламом, међутим, постоје одређени услови у исламу који морају бити испуњени да би се вршила полигинија.
Полиандрија је форма брака у коме жена узима два или више мужева у исто време. Фратернална полиандрија, у којој су два или више браће у браку с истом женом, је чест облик полиандрије. Полиандрија је традиционално била практикована у областима Хималајских планина, међу Тибетанцима у Непалу, деловима Кине и у деловима северне Индије. Полиандрија се најчешће јавља у друштвима обележеним високим морталитетом мушкараца или где ће мушкарци често бити одвојени од остатка породице током знатних временских периода.